# Rio dei Frari

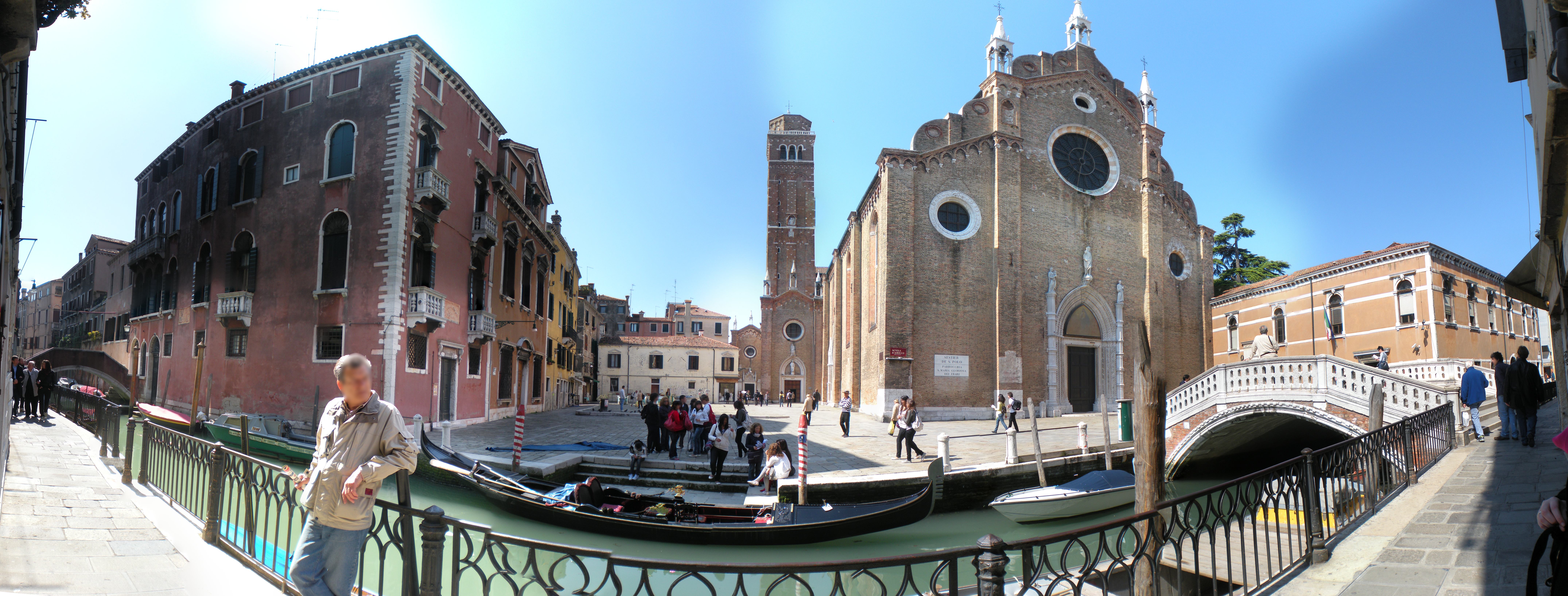
vue panoramique du rio

Le rio dei Frari est un canal de Venise dans le sestiere de San Polo.

## Description

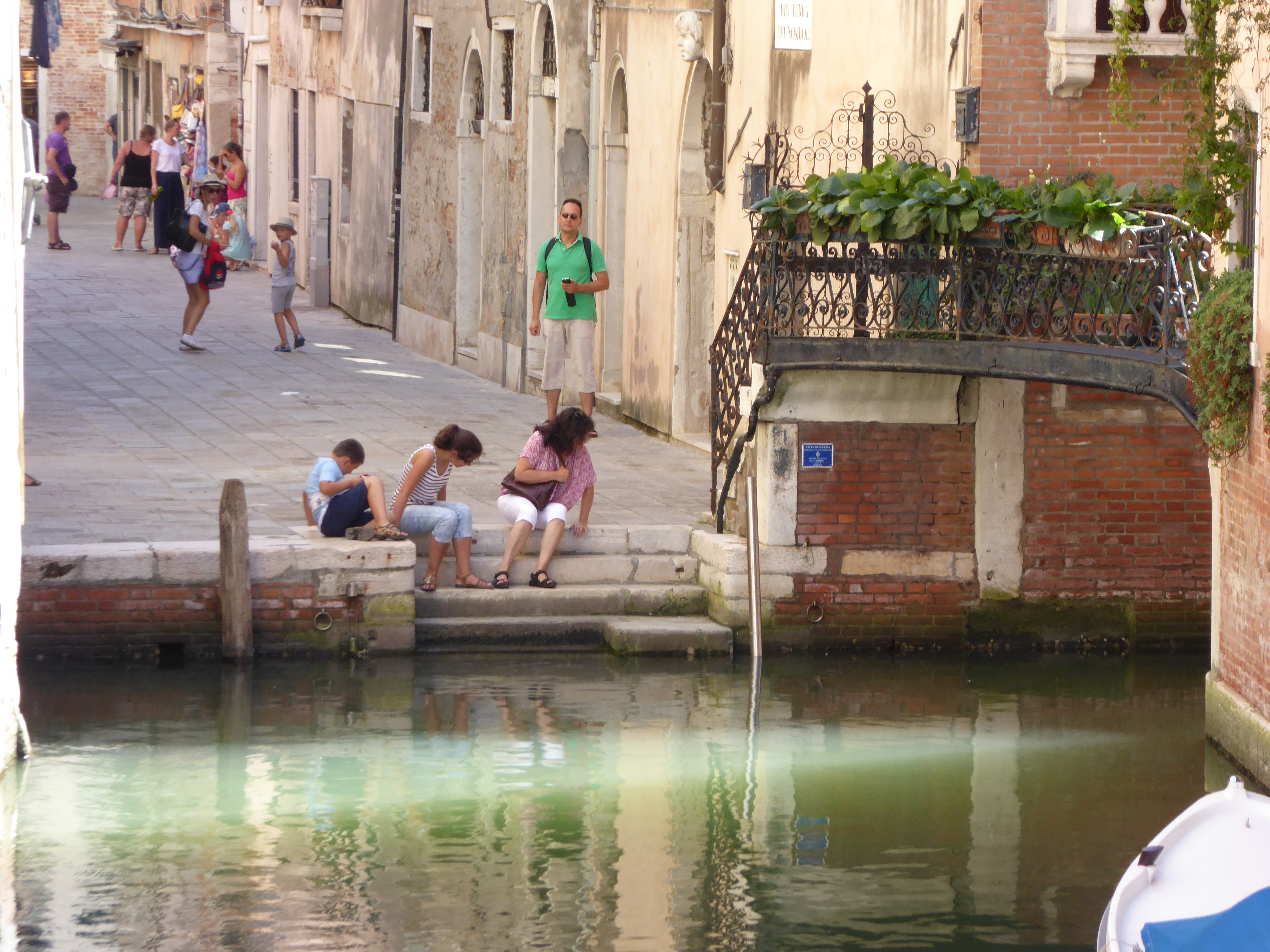
Le rio terà dei Nomboli partant du rio dei Frari

Le rio dei Frari a une longueur de 122 mètres. Il prolonge le rio de San Stin en sens sud-est vers son prolongement dans le Rio de San Tomà (vers le sud). À cet endroit, le rio dei Frari continuait jadis en sens sud-est dans le rio dei Nomboli, aujourd'hui comblé.

### rio dei Nomboli
Jadis, le rio dei Nomboli reliait le rio dei Frari au rio de San Polo. En 1818, il fut enfoui donnant lieu au rio terà dei Nomboli.

Jadis, un petit quai longeait le rio dei Nomboli sur son flanc sud entre le rio di San Polo et la calle dei Nomboli. Ici, le ponte dei Nomboli faisait la liaison avec un quai sur l'est de la branche nord qui menait jusqu'à la calle dei Saoneri où un le ponte dell'Amor retraversait le rio vers la calle dell'Amor degli Amici. Le nom Nomboli peut provenir d'une famille Nombolo, qui vivait ici ou des quartiers arrières des bovins qui auraient été étalés ici par des bouchers.

## Toponymie

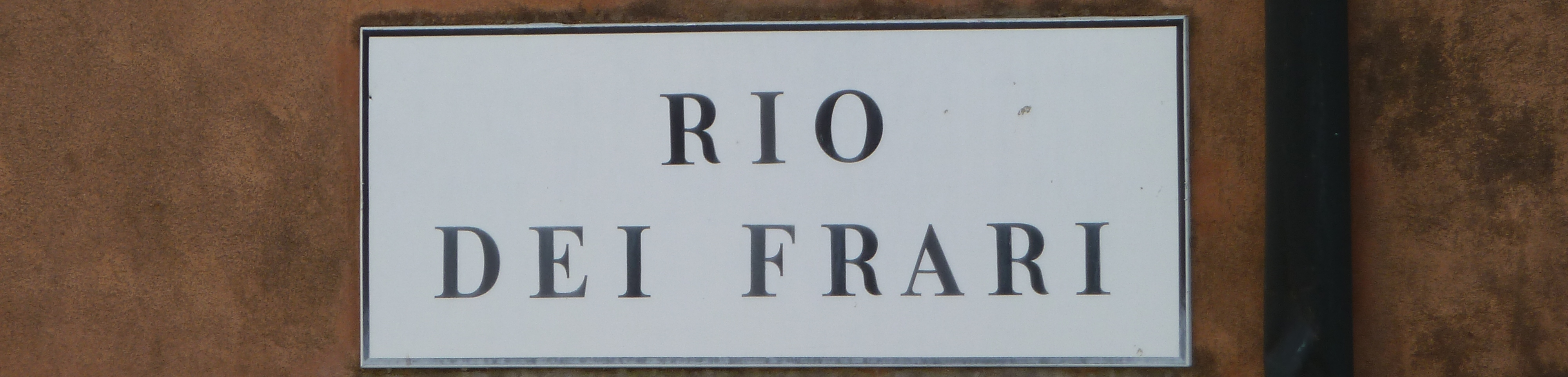

Le nom provient de l'Église Santa Maria Gloriosa dei Frari.

## Situation et monuments remarquables
Le rio longe :
Du côté sud
- Les archives d'état
- le campo de l'Église Santa Maria Gloriosa dei Frari

Du côté nord
- Le ponte San Stin
- La Ca'Cassetti
- La fondamenta dei Frari

### Les ponts
Le rio est traversé (de nord en sud) par :
- le Ponte dei Frari reliant fondamente et campo éponmes ;
- un pont privé.

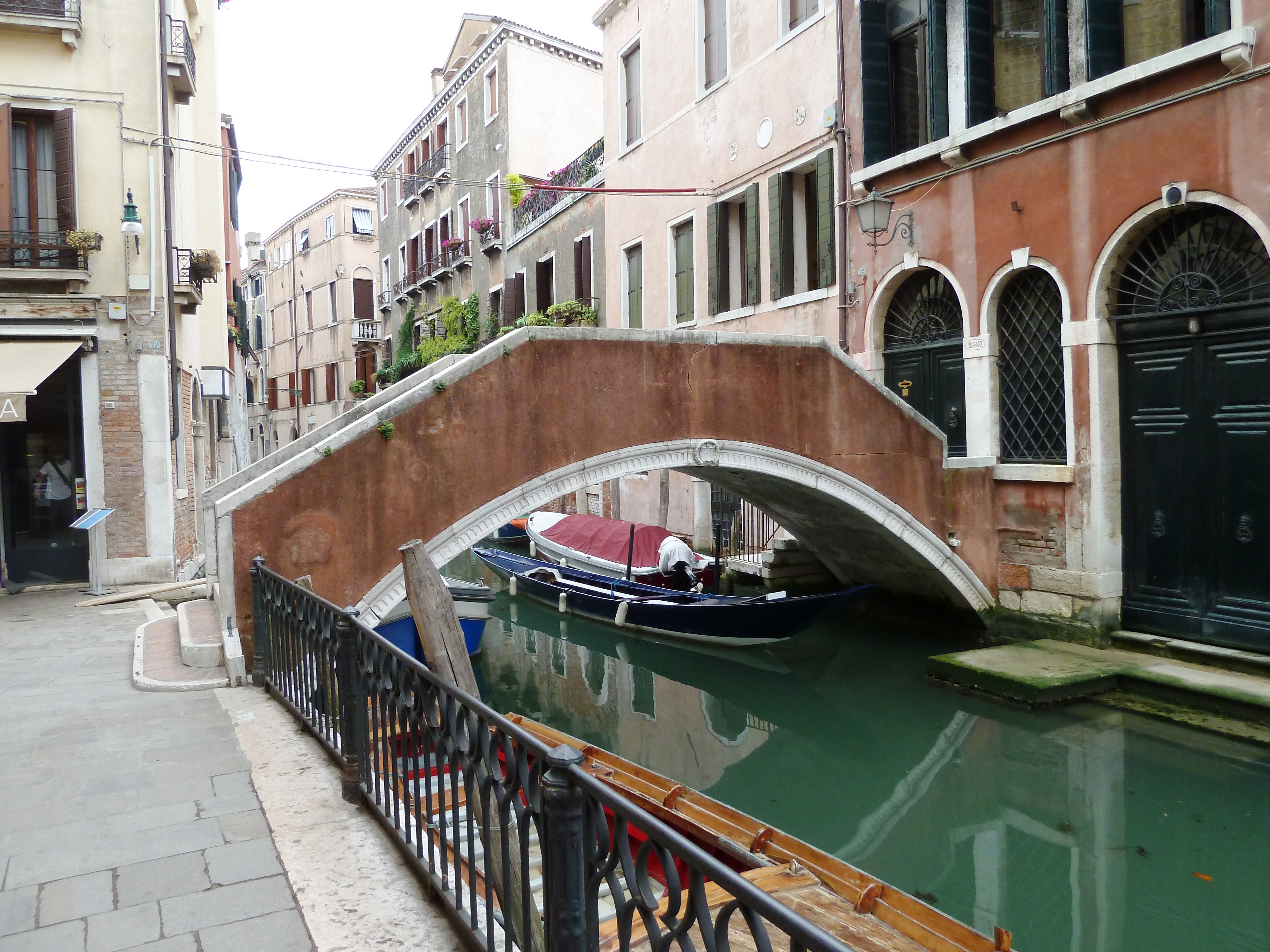
Pont privé sur le rio
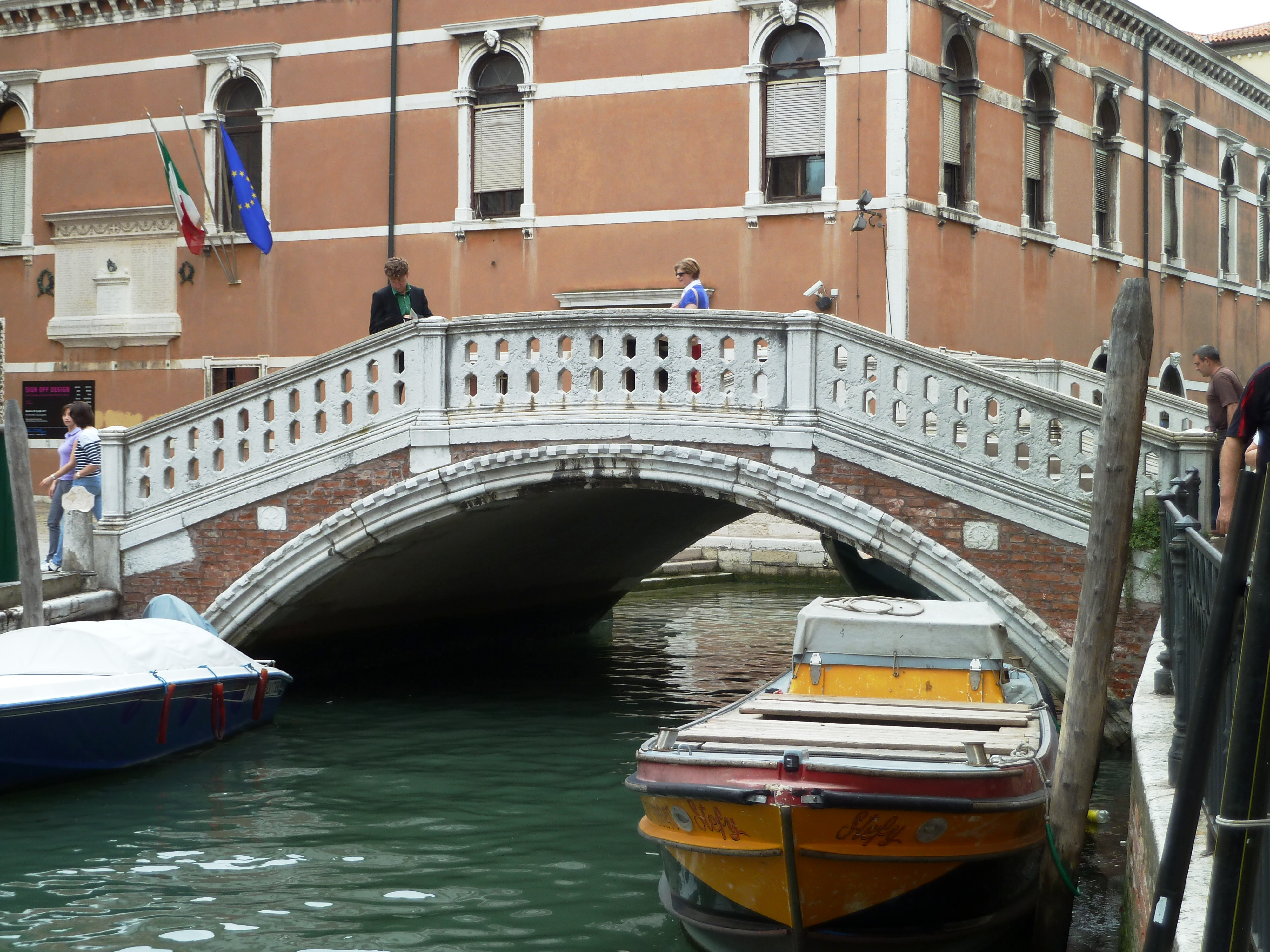
Ponte dei Frari
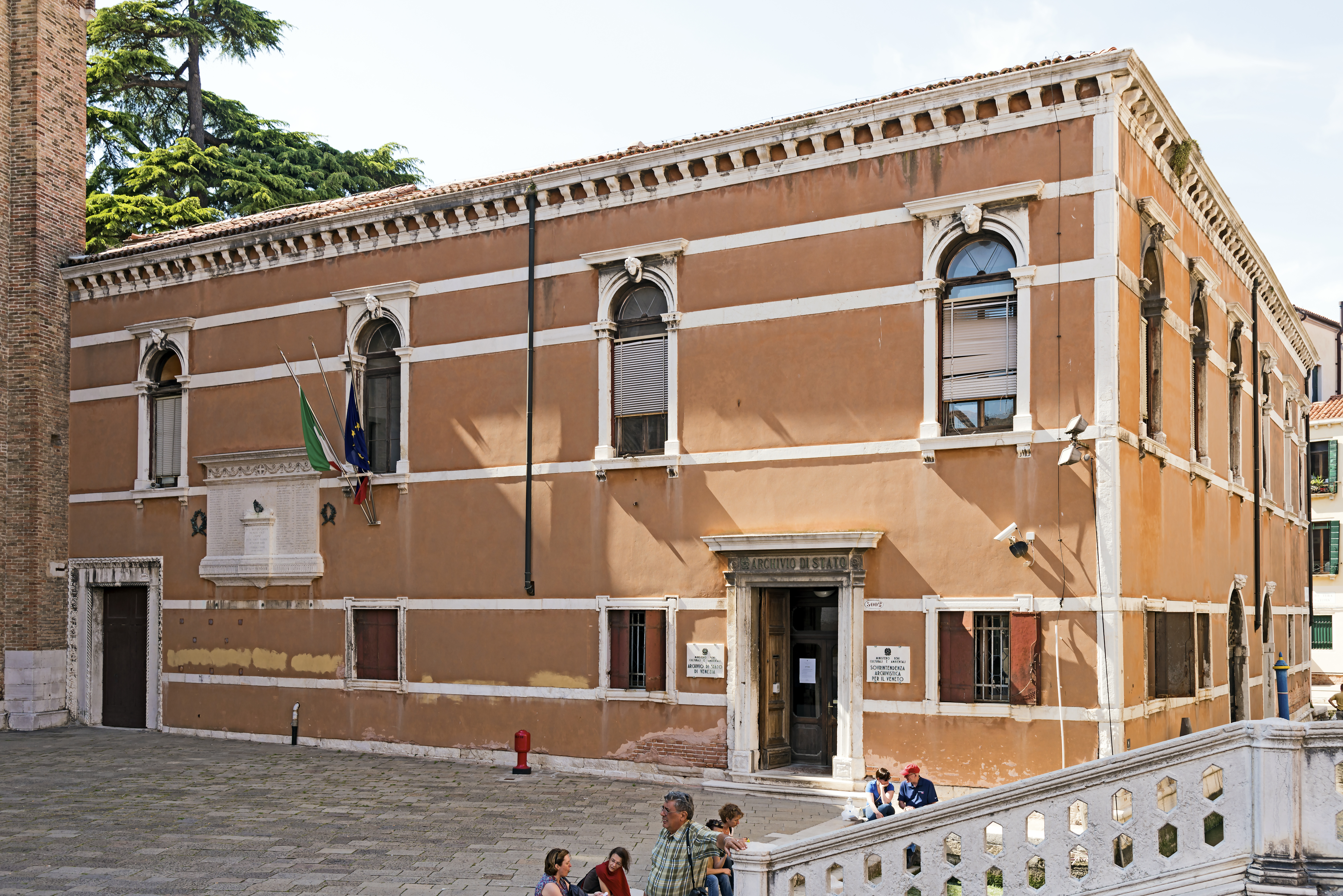
Archivio di Stato
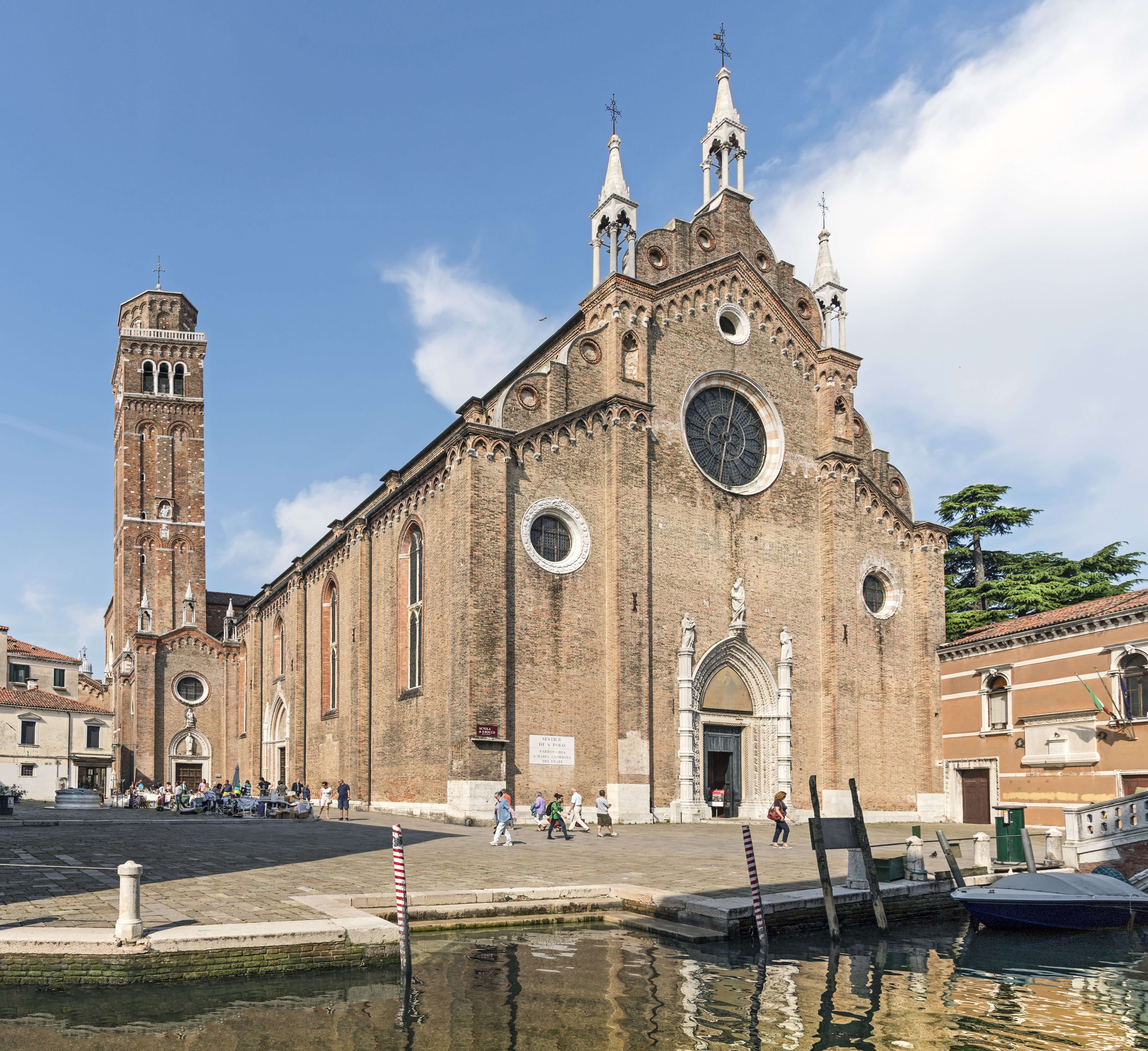
Santa Maria dei Frari
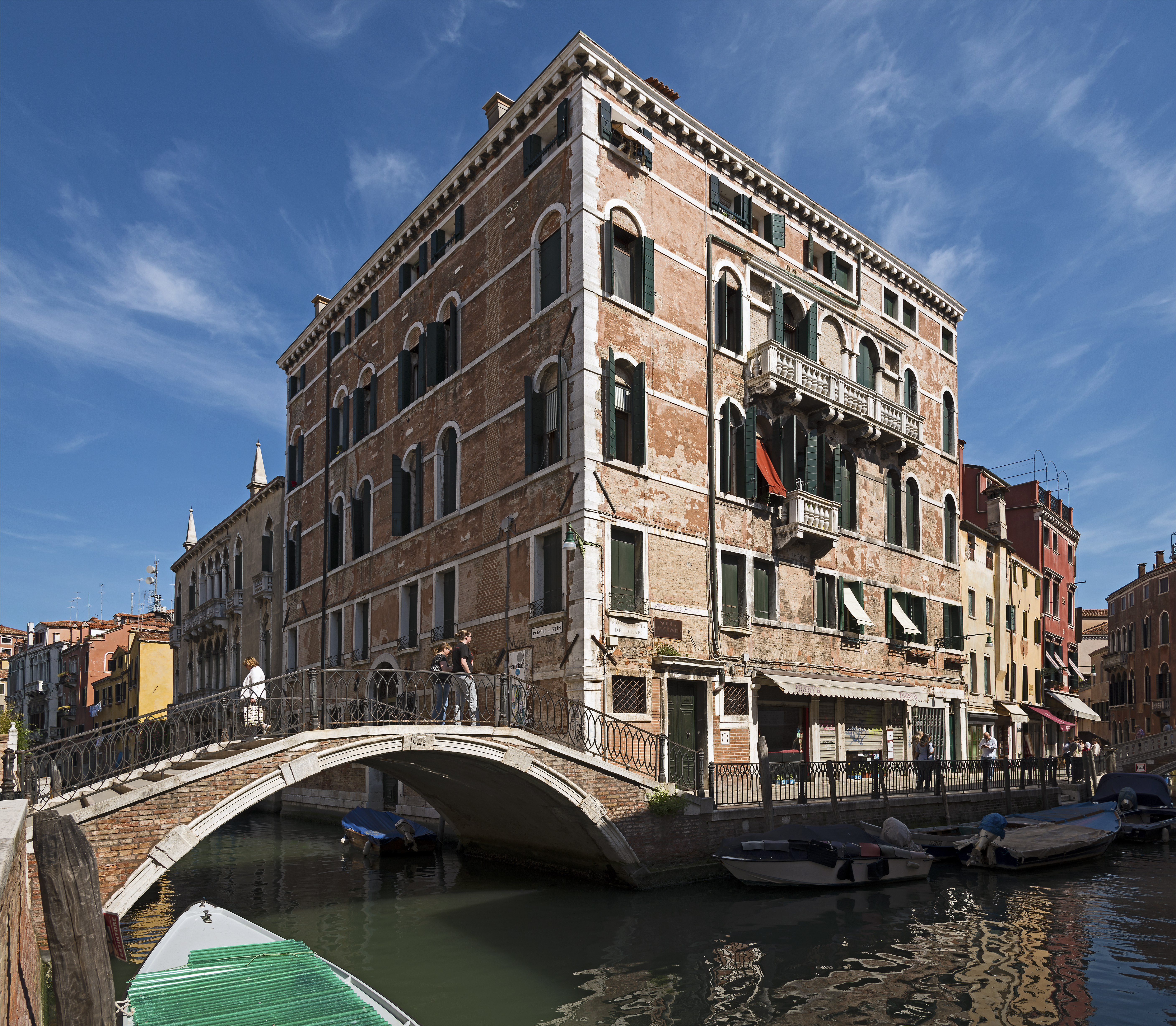
La Ca' Cassetti
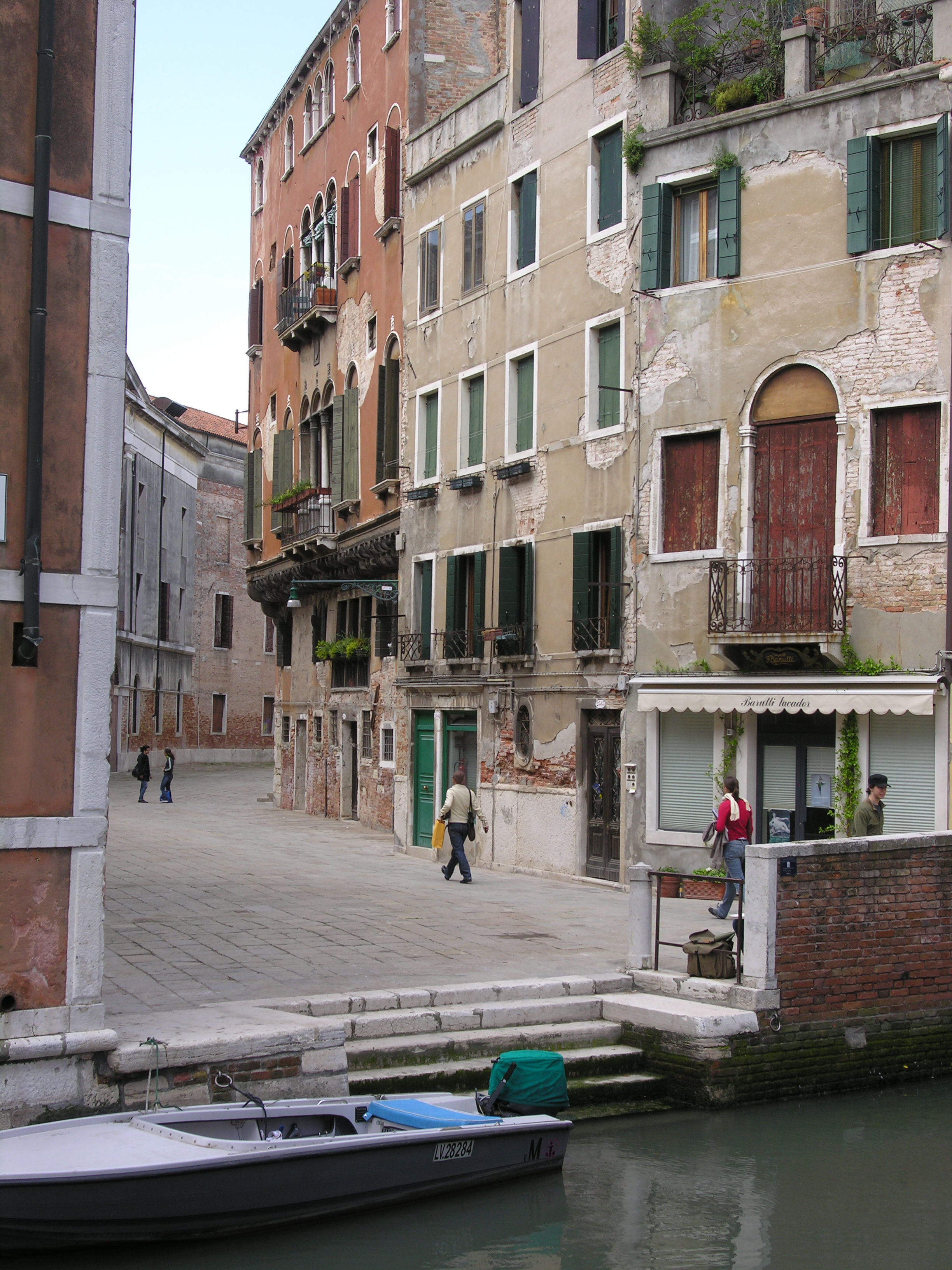
Le rio terà San Tomà
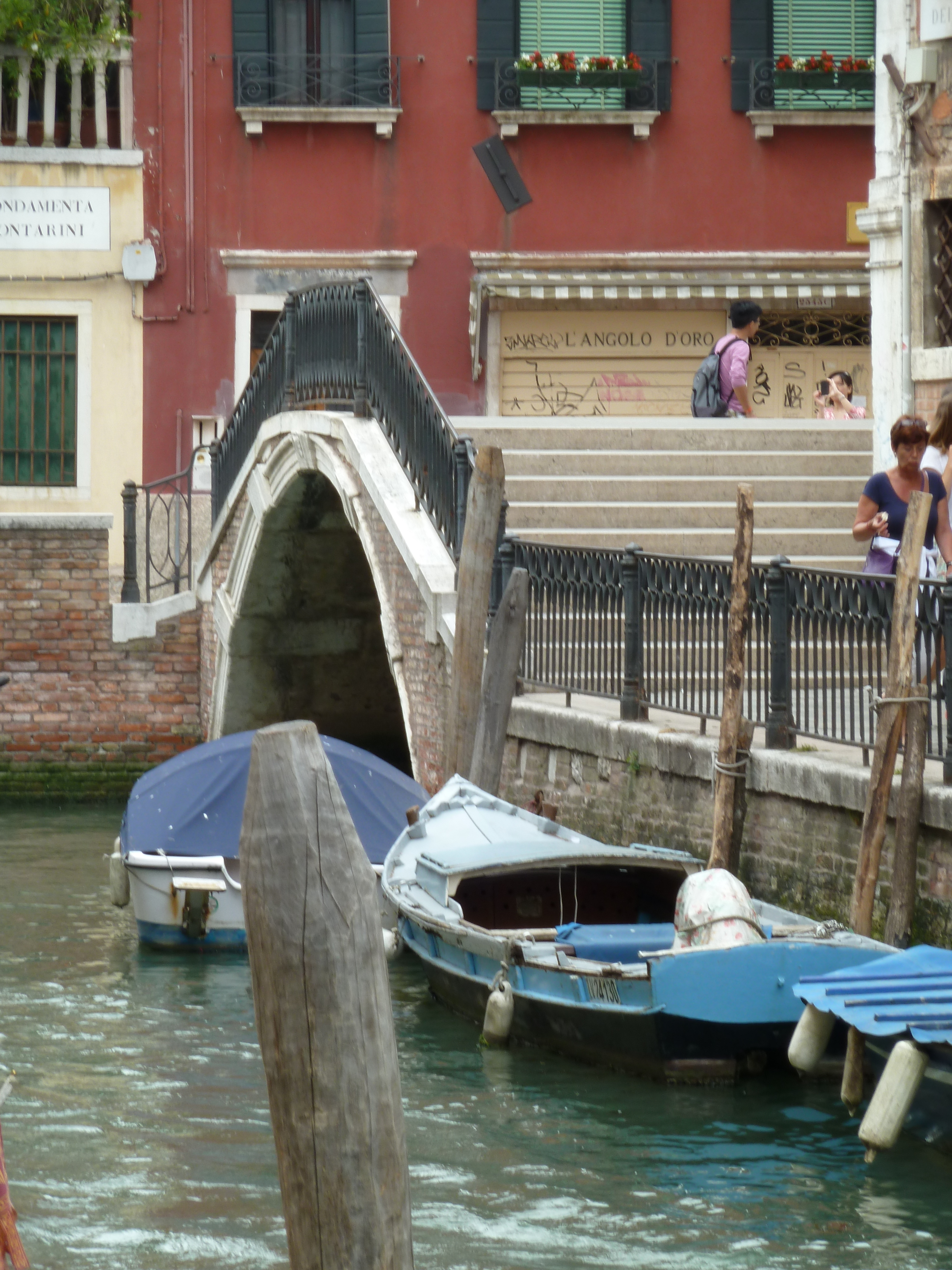
Ponte San Stin
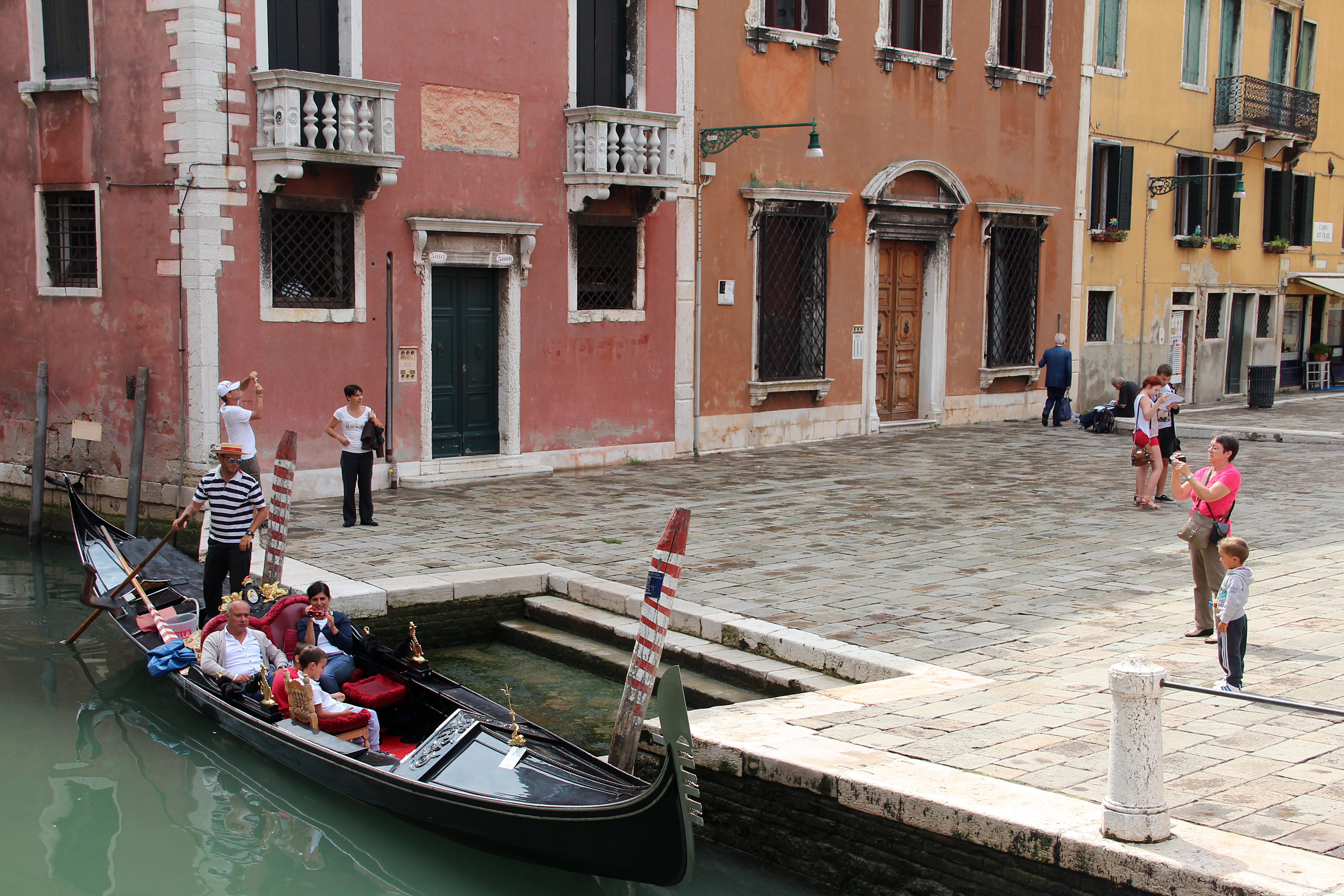
Campo dei Frari